# William Brouncker

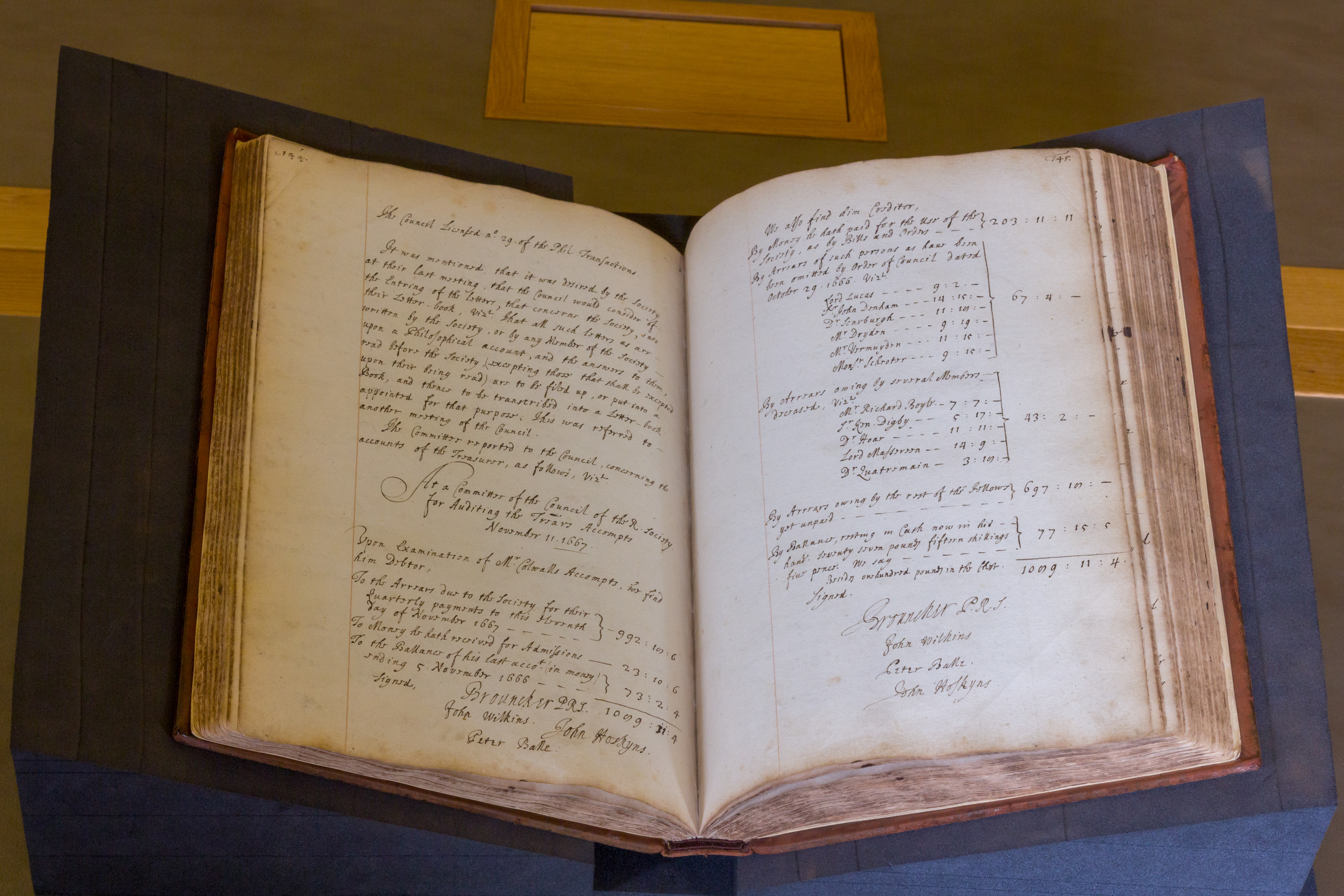
La firma de Brouncker como presidente, en las cuentas de 1667 de la Royal Society (del libro de actas)

William Brouncker, segundo vizconde Brouncker (1620 - 5 de abril de 1684) fue un matemático inglés que introdujo la fórmula que lleva su nombre. Miembro fundador y primer presidente de la Royal Society, también desempeñó un cargo público, sirviendo como comisionado de la Marina Real británica. Aparece de manera destacada en el Gran Diario redactado a lo largo de su vida por el memorialista Samuel Pepys, de quien era amigo y colega.

## Semblanza
Brouncker nació en Castlelyons, Condado de Cork, en 1620. Era el hijo mayor de William Brouncker (1585-1649), primer vizconde Brouncker, y de Winifred, hija de Sir William Leigh de Newnham. Su familia procedía de Melksham, en Wiltshire. Su abuelo Sir Henry Brouncker había sido Lord Presidente de Munster (1603–1607) y estableció a su familia en Irlanda.
Su padre pasó a formar parte de la nobleza de Irlanda con el título de vizconde en 1645 por sus servicios a la Corona. Aunque el primer vizconde había luchado por la corona en la guerra anglo-escocesa de 1639, chismes maliciosos decían que pagó la enorme suma de 1200 libras por el título y, como resultado, casi se arruinó. Murió solo unos meses después.
William obtuvo un doctorado en medicina por la Universidad de Oxford en 1647. Hasta 1660 no jugó ningún papel en la vida pública: siendo un partidario incondicional de la monarquía, decidió que lo mejor era vivir tranquilamente y dedicarse a sus estudios matemáticos. Fue uno de los fundadores y el primer presidente de la Royal Society. En 1662, se convirtió en Canciller de la reina Catalina, y posteriormente se le encomendó el Hospital de Santa Catalina.
Fue nombrado uno de los comisionados de la Marina Real británica en 1664, y su carrera a partir de entonces se puede rastrear en el Gran Diario de Samuel Pepys. A pesar de sus frecuentes desacuerdos, Pepys en general respetaba a Brouncker más que a la mayoría de sus otros colegas, escribiendo en 1668 que "en verdad es el mejor de ellos".
Aunque su asistencia a la Royal Society se había vuelto poco frecuente y se había enemistado con algunos de sus compañeros, le dolió el ser privado de la presidencia en 1677.
Fue comisionado para gestión de la oficina del lord gran almirante desde 1679.

### Abigail Williams
Brouncker nunca se casó, pero vivió durante muchos años con la actriz Abigail Williams (para disgusto de Pepys) y le dejó la mayor parte de sus propiedades. Abigail era hija de Sir Henry Clere (fallecido en 1622), primero y último de los baronets de  Clere, y la esposa separada de John Williams, también Cromwell, segundo hijo de Sir Oliver Cromwell, y prima hermana del renombrado Oliver Cromwell. La pareja tuvo un hijo y una hija. El incendio de 1673 que destruyó la Oficina de la Royal Navy comenzó en su armario privado, lo que pudo enturbiar sus relaciones con Samuel Pepys, cuyas dependencias también resultaron destruidas por el fuego.
A la muerte de Brouncker en 1684, su título pasó a su hermano Henry, uno de los hombres más detestados de la época. William no le dejó casi nada en su testamento "por razones que creo que no conviene mencionar".

## Trabajos matemáticos
Su trabajo matemático se centró particularmente en los cálculos de las longitudes de parábolas y cicloides, así como en la cuadratura de la hipérbola, que requiere la aproximación de la función logaritmo natural mediante una serie matemática. Fue el primer europeo en resolver lo que ahora se conoce como la ecuación de Pell, y el primer matemático inglés en interesarse por las fracciones continuas generalizadas. Continuando el trabajo de John Wallis, halló un desarrollo en forma de fracción continua generalizada del número π.

### Fórmula de Brouncker
Esta fórmula proporciona un desarrollo de π/4 en mediante una fracción continua generalizada:
{\displaystyle {\frac {\pi }{4}}={\cfrac {1}{1+{\cfrac {1^{2}}{2+{\cfrac {3^{2}}{2+{\cfrac {5^{2}}{2+{\cfrac {7^{2}}{2+{\cfrac {9^{2}}{2+\ddots }}}}}}}}}}}}}
Su convergencia está relacionada con la serie de Leibniz. Por ejemplo
{\displaystyle {\frac {1}{1+{\frac {1^{2}}{2}}}}={\frac {2}{3}}=1-{\frac {1}{3}}}
y
{\displaystyle {\frac {1}{1+{\frac {1^{2}}{2+{\frac {3^{2}}{2}}}}}}={\frac {13}{15}}=1-{\frac {1}{3}}+{\frac {1}{5}}.}
Debido a su lenta convergencia, la fórmula de Brouncker no es útil para cálculos prácticos de π.
La fórmula también se puede expresar como
{\displaystyle {\frac {4}{\pi }}=1+{\cfrac {1^{2}}{2+{\cfrac {3^{2}}{2+{\cfrac {5^{2}}{2+{\cfrac {7^{2}}{2+{\cfrac {9^{2}}{2+\ddots }}}}}}}}}}}